# Gaúcha do Norte
Gaúcha do Norte este un oraș în Mato Grosso (MT), Brazilia.